# Tetragnatha lineatula
Tetragnatha lineatula là một loài nhện trong họ Tetragnathidae.
Loài này thuộc chi Tetragnatha. Tetragnatha lineatula được miêu tả năm 1942 bởi Roewer.